# William Irving (acteur)
Pour les articles homonymes, voir William Irving.
William Irving est un acteur américain, né le 17 mai 1893 à Hambourg en Allemagne, et mort le 25 décembre 1943 à Los Angelès (Californie).

## Filmographie partielle
- 1923 : La Petite Dame (Gentle Julia) de Rowland V. Lee
- 1928 : Ton cor est à toi (You're Darn Tootin') de Edgar Kennedy
- 1929 : Song of Love de Erle C. Kenton
- 1930 : À l'Ouest, rien de nouveau (All Quiet on the Western Front) de Lewis Milestone
- 1934 : New York-Miami (It Happened One Night) de Frank Capra
- 1940 : Le Dictateur (The Great Dictator) de Charlie Chaplin